# Östra Skrävlinge
Östra Skrävlinge är ett bostadsområde i stadsdelen Husie, Malmö.
Östra Skrävlinge ligger söder om Sallerupsvägen, väster om Yttre Ringvägen. Området består främst av nyare villabebyggelse, även om en del äldre småhus finns längs Klågerupsvägen. Stora delar är ännu obebyggda.
I området ligger Bäckagårdsskolan (F-9).

## Historia
Östra Skrävlinge var en av de tre byarna i Husie socken (de båda andra var Husie och Kvarnby). Byn storskiftades 1773.